# Arystoksenos
Arystoksenos z Tarentu, gr. Ἀριστόξενος ὀ Ταραντίνος (ur. ok. 354 p.n.e. w Tarencie, zm. ok. 300 p.n.e. w Atenach) – filozof i teoretyk muzyki, perypatetyk, uczeń Arystotelesa.
Jest uważany za jednego z najwybitniejszych muzykologów oraz twórcę starożytnej nauki greckiej o muzyce, który doprowadził do szczytu wiedzę starożytnych na jej temat. Autor wielu dzieł dotyczących muzyki (zachowanych we fragmentach). Wywarł wielki wpływ zarówno na współczesnych sobie, jak i późniejszych teoretyków. Kontynuował badania pitagorejczyków nad muzyką, stosując jednak przy tym metodę empiryczną Arystotelesa. Przeciwstawił panującym wówczas matematycznym podstawom pitagorejczyków dotyczących muzyki, harmonii i rytmu, swe teoretyczne poglądy oparte na słuchu (brał za podstawę doświadczenie słuchowe przy opisywaniu elementów ówczesnej praktyki muzycznej). Dziełem Arystoksenosa był również pierwszy zwarty system wiedzy o muzyce. W zachowanych rozprawach „Elementy harmoniki” i „Elementy rytmiki” znajduje się wyczerpujące opracowanie podstaw teoretycznych greckiego systemu skalowego oraz rytmiki, a także rozważania dotyczące notacji. Starożytni świadomi jego dokonań w tej dziedzinie dali mu przydomek „muzyka”.
Jest również uznawany za pierwszego biografa filozofów. Był autorem licznych biografii (m.in. Pitagorasa, Sokratesa, Platona).